# Луцький район
Луцький район  — район Волинської області в Україні, утворений 2020 року. Адміністративний центр — місто Луцьк. Площа — 5281,4 км² (26% від площі області), населення — 457,3 тис. осіб (2020).
До складу району входять 15 територіальних громад.

## Історія
Район створено відповідно до постанови Верховної Ради України № 807-IX від 17 липня 2020 року.

## Громади району
| №  | Назва                          | Центр           | Населені пункти |
| -- | ------------------------------ | --------------- | --- |
| 1  | Берестечківська міська громада | м. Берестечко   | м. Берестечко, с. Антонівка, с. Богунівка, с. Буркачі, с. Волиця-Лобачівська, с. Гектари, с. Горішнє, с. Гумнище, с. Диковини, с. Зелене, с. Іванівка, с. Колмів, с. Кутрів, с. Липа, с. Лобачівка, с. Мерва, с. Новостав, с. Перемиль, с. Піски, с. Смолява, с. Старики |
| 2  | Горохівська міська громада     | Горохів         | м. Горохів, с. Бистровиця, с. Ватин, с. Ватинець, с. Вільхівка, с. Волиця-Дружкопільська, с. Десятина, с. Діброва, с. Журавники, с. Звиняче, с. Зеленолужне, с. Квасів, с. Ковбань, с. Козятин, с. Красів, с. Крижова, с. Кумовище, с. Лемешів, с. Марковичі, с. Мирків, с. Мирне, с. Мислині, с. Новосілки, с. Озерці, с. Охлопів, с. Ощів, с. Печихвости, с. Підбереззя, с. Пірванче, с. Полюхне, с. Пустомити, с. Рачин, с. Сільце, с. Скабарівщина, с. Скобелка, с. Софіївка, с. Старостав, с. Стрільче, с. Терешківці, с. Уманці, с. Холонів, с. Ярівка |
| 3  | Ківерцівська міська громада    | м. Ківерці      | м. Ківерці, с. Бодячів, с. Гайове, с. Дідовичі, с. Домашів, с. Журавичі, с. Заброди, с. Завітне, с. Звози, с. Конопелька, с. Лички, с. Микове, Муравище, с. Озеро, с. Омельне, Острів, с. Славне, с. Словатичі, Сокиричі, с. Суськ, с. Тростянець, с. Хопнів, с. Човниця, с. Яромель |
| 4  | Луцька міська громада          | Луцьк           | м. Луцьк, с-ще Рокині, с. Антонівка, с. Боголюби, с. Богушівка, с. Брище, с. Буків, с. Великий Омеляник, с. Всеволодівка, с. Городок, с. Дачне, с. Жабка, с. Жидичин, с. Заболотці, с. Забороль, с. Зміїнець, с. Іванчиці, с. Клепачів, с. Княгининок, с. Кульчин, с. Липляни, с. Милушин, с. Милуші, с. Моташівка, с. Небіжка, с. Одеради, с. Озденіж, с. Озерце, с.Олександрівка, с. Охотин, с. Прилуцьке, с. Сапогове, с. Сирники, с. Сьомаки, с. Тарасове, с. Шепель,                                                                                    |
| 5  | Рожищенська міська громада     | м. Рожище       | м. Рожище, смт. Дубище, с. Берегове, с. Богушівська Мар'янівка, с. Бортяхівка, с. Валер'янівка, с. Вишеньки, с. Дмитрівка, с. Духче, с. Єлизаветин, с. Забара, с. Іванівка , с. Кобче, с. Козин, с. Корсині, с. Крижівка, с. Линівка, с. Літогоща, с. Луків, с. Малинівка, с. Мильськ, с. Мирославка, с. Михайлин, с. Навіз, с. Незвір, с. Носачевичі, с. Оленівка, с. Олешковичі, с. Ольганівка, с. Переспа, с. Пожарки, с. Рудка-Козинська, с. Рудня, с. Сокіл, с. Тихотин, с. Топільне, с. Трилісці                                                       |
| 6  | Колківська селищна громада     | смт. Колки      | смт. Колки, с. Боровичі, с. Велика Осниця, с. Годомичі, с. Гораймівка, с. Грузятин, с. Заріччя, с. Калинівка, с. Копилля, с. Красноволя, с. Криничне, с. Куликовичі, с. Майдан-Липненський, с. Мала Осниця, с. Мар'янівка, с. Матейки, с. Нічогівка, с. Новоукраїнка, с. Острови, с. Погулянка, с. Розничі, с. Рудники, с. Семки, с. Ситниця, с. Старосілля, с. Тельчі, с. Четвертня, с. Чорниж |
| 7  | Мар'янівська селищна громада   | смт. Мар'янівка | смт. Мар'янівка, с. Борисковичі, с. Борочиче, с. Брани, с. Бужани, с. Галичани, с. Довгів, с. Новий Зборишів, с. Пильгани, с. Ржищів, с. Скригове, с. Хмельницьке, с. Цегів, с. Широке |
| 8  | Олицька селищна громада        | смт. Олика      | смт. Олика, с. Горянівка, с. Дерно, с. Дідичі, с. Жорнище, с. Залісоче, с. Котів, с. Личани, с. Метельне, с. Мощаниця, с. Носовичі, с. Одеради, с. Покащів, с. Путилівка, с. Ставок, с. Хром'яків, с. Чемерин |
| 9  | Торчинська селищна громада     | смт. Торчин     | смт. Торчин), с. Барвінок, с. Білосток, с. Буяни, с. Верхи, с. Веселе, с. Воютин, с. Гать, с. Горзвин, с. Городині, с. Дубичанське, с. Жуковець, с. Кошів, с. Михайлівка, с. Романів, с. Садів, с. Сарнівка, с. Скірче, с. Смолигів, с. Тертки, с. Усичі, с. Усичівські Будки, с. Хорохорин, с. Чорний Ліс |
| 10 | Цуманська селищна громада      | смт. Цумань     | смт. Цумань, с. Башлики, с. Берестяне, с. Городище, с. Грем'яче, с. Дубище, с. Знамирівка, с. Кадище, с. Карпилівка, с. Клубочин, с. Липне, с. Ромашківка, с. Сильне, с. Скреготівка, с. Холоневичі, с. Яківці |
| 11 | Боратинська сільська громада   | с. Боратин      | с. Баїв, с. Баківці, с. Вербаїв, с. Боратин, с. Вікторяни, с. Гірка Полонка, с. Голишів, с. Городище, с. Коршів, с. Коршовець, с. Лаврів, с. Лучиці, с. Мстишин, с. Новостав, с. Оздів, с. Озеряни, с. Полонка, с. Промінь, с. Радомишль, с. Ратнів, с. Рованці, с. Романівка, с. Суховоля, с. Цеперів |
| 12 | Городищенська сільська громада | с. Городище     | смт. Сенкевичівка, с. Бережанка, с. Вигуричі, с. Городище, с. Григоровичі, с. Губин Перший, с. Дубова Корчма, с. Жабче, с. Загаї, с. Колодеже, с. Мартинівка, с. Маруся, с. Михлин, с. Наталин, с. Несвіч, с. Ниви-Губинські, с. Сергіївка, с. Угринів, с. Чаруків, с. Шклинь, с. Шклинь Другий |
| 13 | Доросинівська сільська громада | с. Доросині     | с. Береськ, с. Вітоніж, с. Вічині, с. Ворончин, с. Доросині, с. Квітневе, с. Кияж, с. Немир, с. Раймісто, с. Студині, с. Тристень, с. Щурин, с. Ясенівка |
| 14 | Копачівська сільська громада   | с. Копачівка    | с. Башова, с. Березолуки, с. Залісці, с. Копачівка, с. Кременець, с. Кроватка, с. Любче, с.Олександрівка, с. Підгірне, с. Підліски, с. Тростянка, с. Ужова, с. Уляники, с. Яблунівка |
| 15 | Підгайцівська сільська громада | с. Підгайці     | с. Борохів, с. Ботин, с. Верхівка, с. Веснянка, с. Вишнів, с. Воротнів, с. Гаразджа, с. Діброва, с. Звірів, с. Крупа, с. Липини, с. Лище, с. Новокотів, с. Олександрія, с. Пальче, с. Підгайці, с. Піддубці, с. Романів, с. Струмівка, с. Хорлупи |

## Передісторія земель району
Раніше територія району входила до складу Луцького (1940—2020), Ківерцівського, Горохівського, Рожищенського, Маневицького районів, ліквідованих тією ж постановою.